# Laura Stacey
Laura Stacey (Mississauga, 5 de maio de 1994) é uma jogadora de hóquei no gelo canadense. Ela já jogou com o Markham Thunder e o Dartmouth Big Green, e competiu internacionalmente com as equipes nacionais sub-18 e sub-22 femininas canadenses.
Stacey jogou pelo Team Canada nos Jogos Olímpicos de Inverno de 2018 em PyeongChang, jogando em cinco jogos e conquistando a medalha de prata; nos Jogos Olímpicos de Inverno de 2022 em Pequim, conseguiu a medalha de ouro.